# 스와치
스와치 유한회사(영어: Swatch SA)는 스위스의 스와치 그룹에 속하는 손목시계 제조및 판매 회사이다.

## 역사
- 1983년 니콜라스 하이에크 1세가 대중적인 패션, 액세서리 개념의 스위스 시계를 표방하며 설립

## 스와치란 이름의 의미
처음에 "Swatch"는 "Second Watch"라는 의미였지만, 후에는 Swiss (Made) Watch가 "S'Watch"로, 끝에는 지금의 이름인 "Swatch"라는 이름으로 바뀌었다.

## 생산 품목

### 생산 라인
스와치의 생산라인은 크게 다섯개로 나뉜다.
- Swatch Originals: 스와치 시계의 가장 기본적인 라인업. 플라스틱 케이스와 쿼츠 무브먼트를 사용하고 분해가 불가능한 구조로 되어 있다. 다른 시계에 비해 구동음이 다소 큰 것이 특징.
- Swatch Irony: 스와치의 금속 재질 시계 라인업. 자동 시계나 크로노그래프, 5~10기압 방수 시계도 존재하며 가죽 밴드나 금속 브레이슬릿을 사용한다.
- Swatch Skin: 스와치의 초박형 시계 라인업. 두께가 4mm 이하로 매우 얇고 가벼워 착용감이 거의 느껴지지 않는 것이 장점. 스와치 오리지널과 달리 초침이 없고 분침이 20초 간격으로 움직이는 구동 방식을 사용하여 소음이 적다.
- Swatch Beat: 인터넷 타임 기능이 있는 디지털 시계 라인업.
- Swatch Bijoux: 스와치 액세서리

## 같이 보기
- 티쏘
- 브레게
- 오메가